# Jurnalul SF

Primul număr 1/1992

Jurnalul SF sau Jurnalul S.F. a fost un săptămânal science-fiction editat în România de către grupul de presă Intact Media Group între anii 1992-1996. Directorul revistei a fost Dan Diaconescu, redactor-șef Adrian Bănuță, redactori Ionuț Bănuță, George Ceaușu, Cristian Ionescu, Nicolae C. Ariton, Mihai Dan Pavelescu, Petrică Sîrbu, Dan Popescu, Marian Irimia, Cătălin Teniță, Remus Cernea. Formatul revistei era 31×23 cm, avea 16 pagini, grafica și coperțile erau în 3 culori. 
Revista cuprindea informații despre fandom (Telex intern), editoriale, despre filme (Cine News), despre evoluția benzii desenate, cronici de carte, dicționar de termeni SF, dicționar de autori plastici, pagina de știință, eseuri, prezentare de cenacluri, poșta redacției, postere cu grafică SF, numere dedicate integral unui autor sau unei teme, proză autohtonă, traduceri, romane serializate. Odată cu numărul 26 s-a renunțat la pagina de știință. 
A fost, probabil, potrivit etichetei de pe prima pagină, singurul săptămânal SF din lume.

## Numere speciale
Numere speciale:
- 017 - dedicat lui Isaac Asimov
- 025 - integral cyberpunk
- 035 - cyberpunk și tehno, dedicat lui William Gibson
- 040 - dedicat lui Serge Brussolo
- 043 - Norman Spinrad
- 047 - dedicat lui Dan Merișca
- 050 - generația 1990
- 060 - totul despre vampiri
- 065 - dedicat lui Ovidiu Bufnilă
- 066 - Quo Vadis? Ploiești
- 068 - dedicat lui Harlan Ellison
- 069 - special științifico-fantastic erotic
- 070 - dedicat lui Mihail Grămescu
- 071 - Supernova
- 072-73 - număr special în limba engleză[5]
- 074 - special euROcon '94
- 078 - integral Star Trek
- 079 - horror și dedicat lui Robert Bloch
- 083 - aproape totul despre Atlantykron 1994
- 093 - dedicat lui George R. R. Martin
- 094 - dedicat cărții Anticipația româneasca de Mircea Opriță
- 095 - special Vietnam
- 097 - horror și dedicat lui Clive Barker
- 100 - Salvați-l pe Moș Crăciun
- 107 - horror
- 113 - vampiri
- 114 - special de 1 aprilie Harry T. Francis – pseudonimul lui Aurel Cărășel
- 116 - dedicat lui Philip K. Dick
- 129 - cyber – Serge Brussolo
- 130 - dedicat lui Isaac Asimov
- 136 - dedicat lui John Brunner si Roger Zelazny
- 148 - dedicat lui Peter Leb
- 149 - dedicat lui Sebastian A. Corn
- 150 - dedicat lui Adrian Bănuță
- 152 - benzi desenate – dedicat lui Hugo Pratt
- 155 - dedicat lui Orson Scott Card
- 157 - in memoriam John Brunner
- 163 - numărul 100 al colecției Nautilus de la Editura Nemira (Cele trei stigmate ale lui Palmer Eldritch)
- 164 - special Quasar
- 166 - Eurocon 1996 și Philip K. Dick.

Numărul 169 a fost ultima apariție a revistei.